# 숙위
숙위(宿衛)는 궐에서 군주를 호위하며 지키는 제도이다.

## 중국
본래 숙위는 중국 고대의 친위병들을 뜻했으나, 원나라에서는 케식(怯薛)이라고 불리며 황제의 은총을 받는 황실의 친위조직을 의미하게 되었다.
당나라에서는 주변국들의 왕자들에게 숙위를 맡게 하며, 주로 외교적 목적으로 사용되었다. 발해에서는 고왕 시기에 대문예를 시작으로 총 12명이 당나라에 파견되었다. 신라에서는 김충신이 숙위로 있었다.

## 한국
260년, 백제의 고이왕이 위사좌평에게 숙위병사(宿衛兵事)를 맡게 했으며, 조선에서는 무장을 갖춘 갑사(甲士)로 하여금 궁궐을 지키는 업무를 맡게 했다는 기록이 남아있다.